# Synomelix signatipes
Synomelix signatipes är en stekelart som först beskrevs av Cresson 1868.  Synomelix signatipes ingår i släktet Synomelix och familjen brokparasitsteklar. Inga underarter finns listade i Catalogue of Life.